# Kirill Prigoda
Kirill Gennadjevitsj Prigoda (Russisch: Кирилл Геннадьевич Пригода) (Sint-Petersburg, 29 december 1995) is een Russische zwemmer. Hij vertegenwoordigde zijn vaderland op de Olympische Zomerspelen 2016 in Rio de Janeiro. Hij is de zoon van oud-zwemmers Gennadi Prigoda en Jelena Volkova.

## Carrière
Bij zijn internationale debuut, op de Europese kampioenschappen zwemmen 2014 in Berlijn, eindigde Prigoda als achtste op de 200 meter schoolslag. Op de wereldkampioenschappen kortebaanzwemmen 2014 in Doha veroverde hij de bronzen medaille op de 200 meter schoolslag, daarnaast eindigde hij als zevende op zowel de 50 als de 100 meter schoolslag. Op de 4×50 meter wisselslag eindigde hij samen met Sergej Fesikov, Aleksandr Popkov en Vladimir Morozov op de vierde plaats, samen met Stanislav Donets, Jevgeni Korotysjkin en Vladimir Morozov eindigde hij als vierde op de 4×100 meter wisselslag.
In Kazan nam de Rus deel aan de wereldkampioenschappen zwemmen 2015. Op dit toernooi eindigde hij als zevende op de 100 meter schoolslag, op de 50 meter schoolslag strandde hij in de halve finales. Op de 4×100 meter wisselslag eindigde hij samen met Jevgeni Rylov, Daniil Pachomov en Vladimir Morozov op de vijfde plaats. Samen met Darja Oestinova, Daniil Pachomov en Veronika Popova zwom hij in de series van de 4×100 meter wisselslag gemengd, in de finale eindigde Pachomov samen met Anastasia Fesikova, Joelia Jefimova en Vladimir Morozov op de vijfde plaats.
Tijdens de Olympische Zomerspelen van 2016 in Rio de Janeiro werd Prigoda uitgeschakeld in de series van de 100 meter schoolslag. Op de wereldkampioenschappen kortebaanzwemmen 2016 in Windsor eindigde hij als vierde op de 50 meter schoolslag en als vijfde op de 200 meter wisselslag. Op de 4×50 meter wisselslag behaalde hij samen met Andrej Sjabasov, Aleksandr Popkov en Vladimir Morozov de wereldtitel, samen met Andrej Sjabasov, Aleksandr Charlanov en Vladimir Morozov werd hij wereldkampioen op de 4×100 meter wisselslag. Op de 4×50 meter vrije slag zwom hij samen met Aleksej Brjanski, Nikita Lobintsev en Aleksandr Popkov in de series, in de finale legden Brjanski, Lobintsev en Popkov samen met Vladimir Morozov beslag op de wereldtitel. Voor zijn aandeel in de series van deze estafette ontving Prigoda eveneens de gouden medaille. Samen met Andrej Sjabasov, Svetlana Tsjimrova en Rozalja Nasretdinova eindigde hij als zesde op de 4×50 meter wisselslag gemengd.
In Boedapest nam de Rus deel aan de wereldkampioenschappen zwemmen 2017. Op dit toernooi sleepte hij de bronzen medaille in de wacht op de 100 meter schoolslag, daarnaast eindigde hij als zevende op de 50 meter schoolslag en strandde hij in de series van de 200 meter wisselslag. Op de 4×100 meter wisselslag veroverde hij samen met Jevgeni Rylov, Aleksandr Popkov en Vladimir Morozov de bronzen medaille, samen met Grigori Tarasevitsj, Svetlana Tsjimrova en Veronika Androesenko eindigde hij als zesde op de 4×100 meter wisselslag gemengd. Tijdens de Europese kampioenschappen kortebaanzwemmen 2017 in Kopenhagen behaalde Prigoda de gouden medaille op de 200 meter schoolslag, de zilveren medaille op de 50 meter schoolslag en de zilveren medaille op de 100 meter schoolslag. Op de 4×50 meter wisselslag werd hij samen met Kliment Kolesnikov, Aleksandr Popkov en Vladimir Morozov Europees kampioen.
Op de Europese kampioenschappen zwemmen 2018 in Glasgow eindigde hij als vierde op zowel de 50 als de 100 meter schoolslag en als vijfde op de 200 meter schoolslag. Samen met Jevgeni Rylov, Aleksandr Sadovnikov en Vladislav Grinev zwom hij in de series van de 4×100 meter wisselslag, in de finale legden Kliment Kolesnikov, Anton Tsjoepkov, Jegor Koejmov en Vladimir Morozov beslag op de zilveren medaille. Voor zijn inspanningen in de series werd hij beloond met de zilveren medaille. In Hangzhou nam de Rus deel aan de wereldkampioenschappen kortebaanzwemmen 2018. Op dit toernooi werd hij wereldkampioen op de 200 meter schoolslag, daarnaast eindigde hij als vierde op de 50 meter schoolslag en als vijfde op de 100 meter schoolslag. Op de 4×100 meter wisselslag sleepte hij samen met Kliment Kolesnikov, Michail Vekovisjtsjev en Vladimir Morozov de zilveren medaille in de wacht. Samen met Kliment Kolesnikov, Roman Sjevljakov en Ivan Koezmenko zwom hij in de series van de 4×50 meter wisselslag, in de finale werd Kolesnikov samen met Oleg Kostin, Michail Vekovisjtsjev en Vladimir Morozov wereldkampioen. Voor zijn inspanningen in de series werd Prigoda beloond met eveneens de gouden medaille.
Tijdens de wereldkampioenschappen zwemmen 2019 in Gwangju eindigde Prigoda als vierde op de 50 meter schoolslag en als vijfde op de 100 meter schoolslag. Op de 4×100 meter wisselslag veroverde hij samen met Jevgeni Rylov, Andrej Minakov en Vladimir Morozov de bronzen medaille, samen met Jevgeni Rylov, Svetlana Tsjimrova en Maria Kameneva eindigde hij als vierde op de 4×100 meter wisselslag gemengd.

## Internationale toernooien
| Jaar | Olympische Spelen   | WK langebaan | WK kortebaan | EK langebaan                                                                                                   | EK kortebaan                                                          |
| ---- | ------------------- | --- | --- | --- | --------------------------------------------------------------------- |
| 2014 |                     | | 7e 50m schoolslag · 7e 100m schoolslag · 200m schoolslag · 4e 4×50m wisselslag · 4e 4×100m wisselslag                                                         | 8e 200m schoolslag                                                                                             |                                                                       |
| 2015 |                     | 11e 50m schoolslag 7e 100m schoolslag 5e 4×100m wisselslag 5e 4×100m wisselslag gemengd Prigoda zwom enkel de series | | | geen deelname                                                         |
| 2016 | 20e 100m schoolslag | | 4e 50m schoolslag · 5e 200m wisselslag · 4×50m vrije slag · Prigoda zwom enkel de series · 4×50m wisselslag · 4×100m wisselslag · 6e 4×50m wisselslag gemengd | geen deelname                                                                                                  |                                                                       |
| 2017 |                     | 7e 50m schoolslag · 100m schoolslag · 18e 200m wisselslag · 4×100m wisselslag · 6e 4×100m wisselslag gemengd         | | | 50m schoolslag · 100m schoolslag · 200m schoolslag · 4×50m wisselslag |
| 2018 |                     | | 4e 50m schoolslag · 5e 100m schoolslag · 200m schoolslag · 4×50m wisselslag · Prigoda zwom enkel de series · 4×100m wisselslag                                | 4e 50m schoolslag · 4e 100m schoolslag · 5e 200m schoolslag · 4×100m wisselslag · Prigoda zwom enkel de series |                                                                       |
| 2019 |                     | 4e 50m schoolslag · 5e 100m schoolslag · 4×100m wisselslag · 4e 4×100m wisselslag gemengd                            | | | 4-8 december                                                          |

## Persoonlijke records
Bijgewerkt tot en met 24 juli 2019
Kortebaan
| Afstand         | Tijd       | Datum            | Plaats     |
| --------------- | ---------- | ---------------- | ---------- |
| 50m schoolslag  | 25,68      | 13 december 2017 | Kopenhagen |
| 100m schoolslag | 56,02      | 15 december 2017 | Kopenhagen |
| 200m schoolslag | WR 2.00,16 | 13 december 2018 | Hangzhou   |
| 200m wisselslag | 1.53,47    | 6 december 2016  | Windsor    |

Langebaan
| Afstand         | Tijd    | Datum         | Plaats    |
| --------------- | ------- | ------------- | --------- |
| 50m schoolslag  | 26,72   | 24 juli 2019  | Gwangju   |
| 100m schoolslag | 59,05   | 24 juli 2017  | Boedapest |
| 200m schoolslag | 2.08,11 | 10 april 2017 | Moskou    |
| 200m wisselslag | 1.59,65 | 11 april 2017 | Moskou    |